# Snårstarr
Snårstarr (Carex muricata eller Carex pairaei) är en flerårig gräslik växt inom släktet starrar och familjen halvgräs. Snårstarr har cirka en mm tjocka veka strån som är något sträva upptill. Dess äldre rötter är vita under barken. axsamlingen är smalare än en cm, är äggrunda och ej utspärrade. De blekbruna axfjällen blir från 3 till 4,5 mm och täcker fruktgömmena som blir från 2,6 till 3,5 mm, saknar korkartad vävnad men har en smal list vid kanten. Snårstarr blir från 15 till 40 cm hög och blommar i Juni.

## Utbredning
Snårstarr är ganska vanlig i Norden och återfinns vanligtvis på torr mark, såsom naturbetesmark, renar och vägkanter. Dess utbredning i Norden sträcker sig till litet område i södra Sverige (Skåne, Blekinge och Småland), Bornholm och vissa områden utspridda i Danmark. 